# Phaeanthus
Phaeanthus is een geslacht van planten uit de familie Annonaceae. De soorten komen voor van Vietnam tot in Nieuw-Guinea.

## Soorten
- Phaeanthus impressinervius Merr.
- Phaeanthus intermedius (P.Parm.) I.M.Turner & Veldkamp
- Phaeanthus ophthalmicus (Roxb. ex G.Don) J.Sinclair
- Phaeanthus splendens Miq.
- Phaeanthus sumatrana Miq.
- Phaeanthus tephrocarpus Merr.
- Phaeanthus vietnamensis Bân
- Phaeanthus villosus Merr.